# Lukáš Zeman
Lukáš Zeman (* 1980) je český fotograf a filmař přírody a majitel skupiny S úsměvem pro vás zahrnující fotoateliér, grafické a reklamní studio, nakladatelství a projekty DRONFOTO a 3D modely památek.

## Životopis
Po studiu na Gymnáziu Pardubice vystudoval informatiku na tehdy nově vzniklém Ústavu informatiky na Univerzitě Pardubice, kde získal bakalářský titul a díky v té době nedokončené transformaci Ústavu informatiky na plnohodnotnou Fakultu informatiky a elektrotechniky dokončil inženýrský titul na Dopravní fakultě Jana Pernera v oboru Aplikovaná informatika v dopravě. Po škole pracoval rok v reklamním studiu a následně založil vlastní grafické studio EVERSMILE, později přejmenované na E-SMILE.cz, ke kterému po čase přidal i nakladatelství Knihy s úsměvem, Tiskárnu s úsměvem a fotoateliér Foto s úsměvem. Nakonec vše spojil do jedné skupiny s názvem S úsměvem pro vás, ke které přidal ještě projekty Dronfoto.cz a 3D modely památek. Fotografování se věnuje už od dětství, intenzivně potom s nástupem digitální fotografie. V poslední době se mu prolíná profesní fotografování pro zákazníky s fotografování přírody ve volném čase.
S fotografií je spojená i filmová tvorba, v roce 2003 natočil amatérský dokument Pardubice v toku času, ve kterém srovnal tehdejší záběry města Pardubice s historickými fotografiemi. Snímek byl několikrát promítán v rámci různých akcích konaných ve městě. V roce 2008 vyhrál se svým krátkým klipem Let's MINI soutěž pořádanou českým zastoupením automobilky MINI s názvem MINI Film Makers. V roce 2009 natočil oficiální záznam VIII. Mistrovství světa juniorů v muškaření v Chotěboři. V roce 2013 vytvořil spolu s režisérem Tomášem Klementem upoutávku pro pardubické Divadlo EXIL na pořady Bez šťávy, ve kterém účinkovala Jolana Voldánová. Filmová spolupráce s Tomášem Klementem pokračovala v roce 2017, kdy vytvořili upoutávku pro letní divadelní open air festival Pernštejnlove konaný každý rok na Zámku Pardubice. Pro Pardubický kraj zpracoval několik propagačních videí včetně časosběrných záběrů. Od roku 2023 je přispěvatelem reportáží do oblíbeného pořadu České televize Objektiv.

## Fotograf, filmař a Czech Press Photo 2018, člen APF

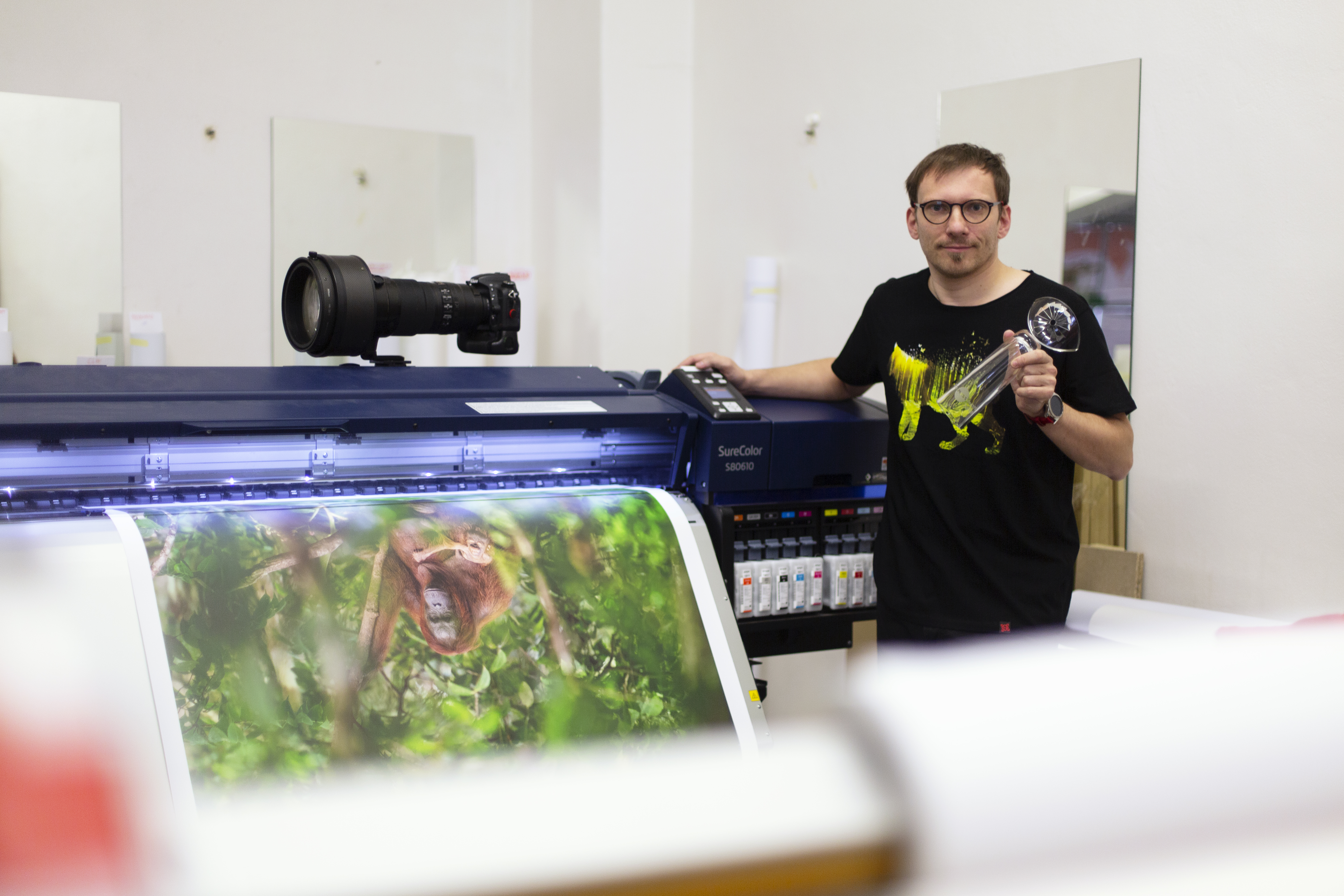
Lukáš Zeman s cenou Czech Press Photo a vítěznou fotografií

Lukáš Zeman se jako fotograf specializuje na divokou přírodu, krajinu, architekturu a leteckou fotografii. V roce 2018 uspěl ve fotografické soutěži Czech Press Photo v kategorii Příroda, věda a životní prostředí, kde jsem získal první místo, které jsem následně potvrdil v hlavní části, a to jako vítěz celého ročníku Czech Press Photo 2018. Po vítězi v soutěži absolvoval několik rádiových a novinových rozhovorů, byl například hostem v pořadu Lucie Výborné v Českém rozhlase Radiožurnál.
V roce 2023 byl přijat do Asociace profesionálních fotografů České republiky (APF).  
Od roku 2024 je členem mezinárodního týmu, se kterým natáčí seriál o vymírajících druzích na naší planetě s názvem Wild Return, za kterým stojí produkce BIG Media a NUNEZ NFE. Průvodce seriálem je slovenský přírodovědec, fotograf a filmař Tomáš Hulík.   
V roce 2023 se umístil mezi TOP10 fotografy celosvětové soutěže Sony World Photography Awards s fotografií fenka (lišky Malého prince) ze saharské pouště v Maroku. Se stejnou fotografií bodoval v témže roce v české soutěži Czech Nature Photo, kde obsadil druhou příčku v kategorii série.

## DRONFOTO a 3D modely památek

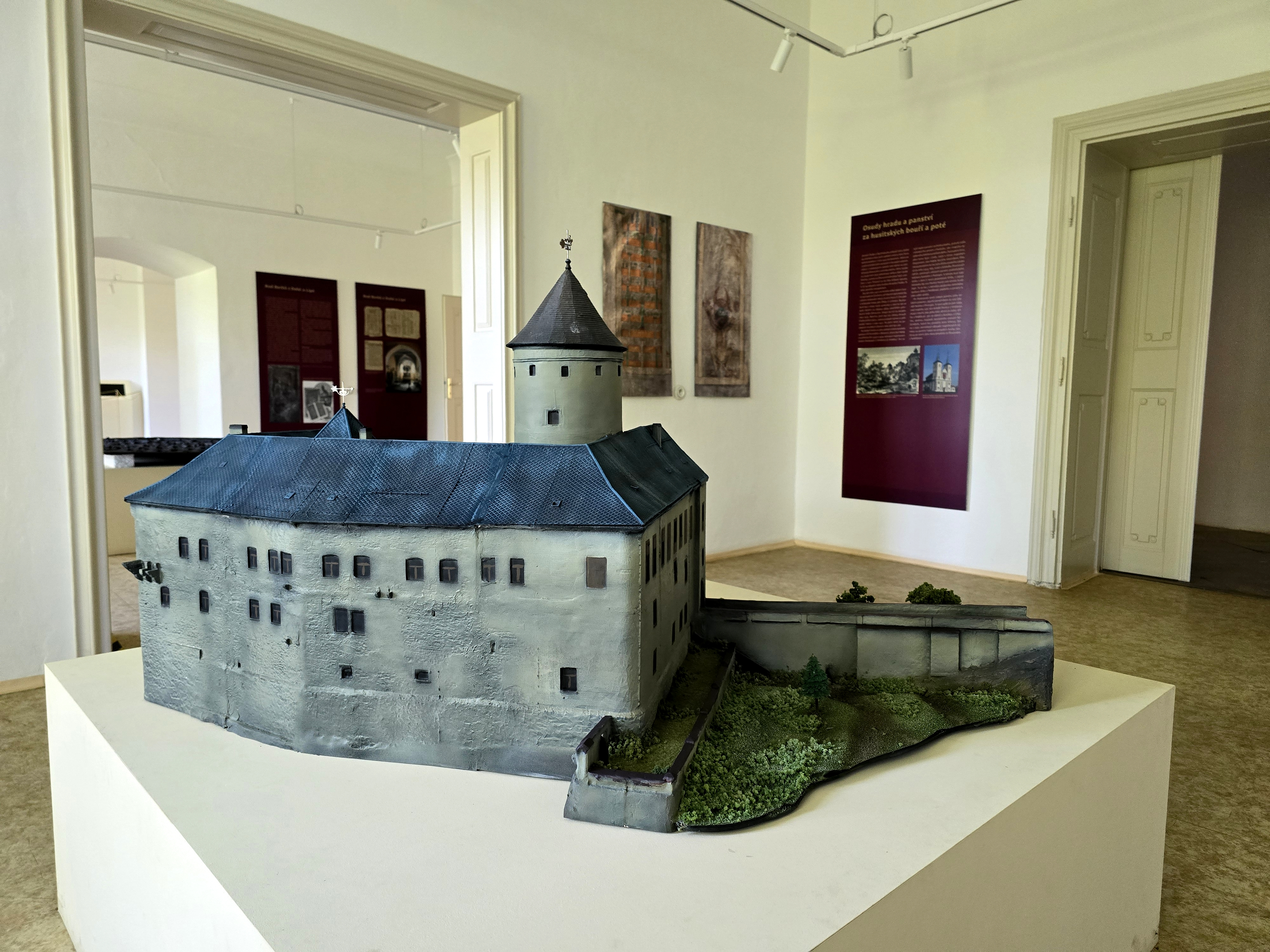
3D model hradu Rychmburk

Od roku 2013 využívá Lukáš Zeman pro svoji práci drony - v posledních několika letech přidal k umělecké práci (letecká fotografie a videa) i fotogrammetrické práce, které zahrnují využití dronů pro zaměřování a měření ploch, vytváření digitálních modelů terénu a map, měření rozměrů, určování polohy objektů, 3D modelování objektů, monitoring růstu a objemů sklizně a další technické úkony. Pod hlavičkou projektu 3D modely památek přetváří nasnímané objekty do 3D modelů, které lze využít pro projekční práce, jako jsou rekonstrukce nebo restaurování. Modely pak mohou být vytištěny pomocí 3D tiskáren, přičemž velikost může být od několika centimetrů až po několik metrů. Fyzický 3D model je nakonec detailně doladěn modelářem, texturován a doplněn o okolní terén a další detaily. Finální model je ideální jako ukázkový nebo prodejní objekt v informačních a návštěvnických centrech, kde slouží k prezentaci historie a architektury široké veřejnosti. Jednou z největších realizací je 1,5 x 1 x 1 metr velký 3D model hradu Rychmburk, umístěný v sálu tohoto hradu. 

## Cestovatel
Od mládí rád cestuje. Kromě velké části evropských států procestoval Keňu a Tanzanii, Kostariku, ostrov Borneo (Kalimantan) v Indonésii, Maroko, Ugandu, chilskou Patagonii, Nepál, indický stát Ladakh, Mongolsko a Brazílii. Ze svých cest pořádá přednášky.

## Nakladatel
Pod názvem nakladatelství Ing. Lukáš Zeman – E-SMILE.cz, poslední dobou známější pod značkou Knihy s úsměvem.cz vydává od roku 2015 knihy nejen s cestovatelskou tematikou. Vše začalo pracemi pro Klub přátel Pardubicka a Sdružení přátel Pardubického kraje, pro které zpracovává a tiskne různé publikace a časopisy (například Vlastivědné Listy Pardubického kraje). V roce 2015 se domluvil s jedním z autorů, s pardubickým patriotem, architektem urbanistou Vladimírem Rozehnalem, který napsal průvodce/knihu Města Pardubického kraje, který představuje deset vybraných lokalit v každém z jedenácti měst Pardubického kraje, které jsou zajímavé z hlediska historie, kultury, architektury a technických památek a poskytuje čtenáři základní přehled o tom, co byste měli v tomto kraji vidět. Od začátku bylo plánované pokračování této série, takže v roce 2016 na ni navazuje kniha Tajemství Trstenické stezky, která v osmi etapách, představuje další města, vesnice a přírodní památky na trase tzv. Trstenické stezky, která v dávné minulosti vedla od Kolína po Olomouc. Knížka je koncipována jako průvodce kde v každé etapě je samostatná barevná mapka oblasti, podrobný popis trasy s uvedením vzdáleností a GPS souřadnice obsažené též v QR kódech. Součástí publikace je více než 240 barevných originálních fotografií autora. Tuto knihu napsal Ing. arch. Vladimír Rozehnal spolu se svojí ženou, Zdenkou Rozehnalovou, která doplnila faktickou část o fiktivní příběhy z historie jednotlivých míst. Jsou míněny jako uvolnění nebo rozvedení tématu. V roce 2017 na tyto dvě knihy navazuje třetí, s názvem Pernštejnská stezka v 21. století, ve které jsou uvedena další dříve nepublikovaná města a obce Pardubického kraje, která jsou spojena sítí cest, z nichž některé mají charakter starých dálkových stezek, po kterých mohou čtenáři objevovat krásnou polabskou krajinu plnou luk, lesů, rybníků, řek, i architektonických a industriálních památek od Přelouče po Holice. I na této knize se podílela MUDr. Zdenka Rozehnalová jako autorka fiktivním příběhů z uvedených míst. Předposledním počinem ze série Města Pardubického kraje je kniha Po Čechách stezkami ušlechtilých koní, která vyšla v září 2019 a zaměřuje se tentokrát na města a obce ve Východních Čechách, která jsou spjata s chovem koní. Čtenáři se za pomoci knihy seznámí s chovem těchto elegantních a nenahraditelných zvířat a podívají se do slavných hřebčínů a projdou se místy, která jsou s koňmi spjata. V knize je samozřejmě i národní hřebčín Kladruby nad Labem, který byl nečekaně v létě 2019 zapsán na Seznam světového dědictví UNESCO. Na podzim 2020 vyšla poslední kniha této série s názvem Stezkami na obou Orlicích, která završuje pentalogii a prochází poslední zajímavá místa, města a obce na březích řek Tiché a Divoké Orlice. Na sérii knih navázala v roce 2024 nová série Krajina jako park ve které jako první vyšla kniha Tajemné Železné hory.

### Autorská publikace Pardubický kraj: objektivem mezi nebem a zemí

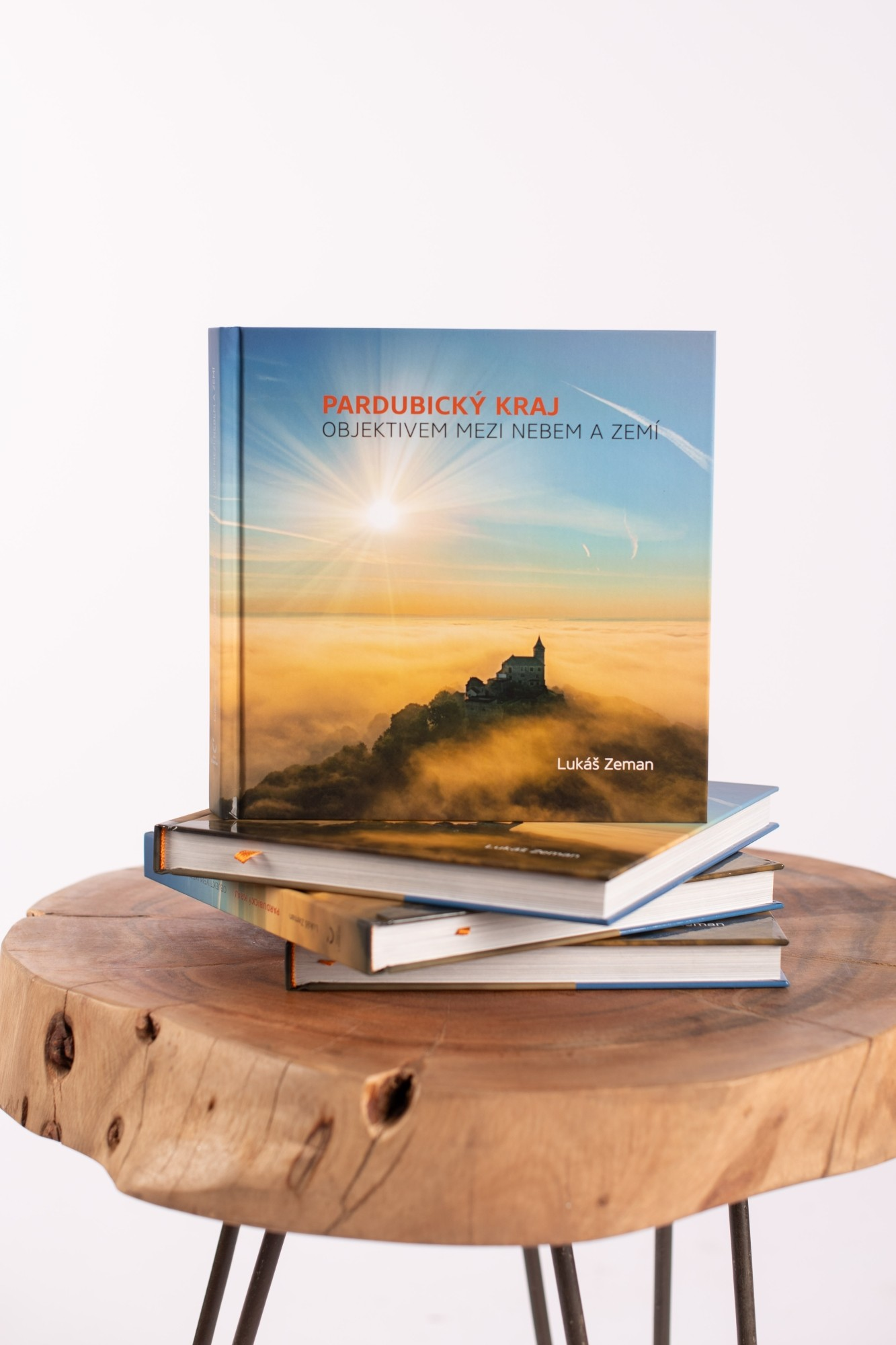
Kniha Lukáše Zemana - Pardubický kraj: objektivem mezi nebem a zemí

Před Vánoci 2023 vydal Lukáš Zeman ve spolupráci s Pardubickým krajem svoji autorskou knihu Pardubický kraj: objektivem mezi nebem a zemí, ve které představuje celkem 42 míst z celého kraje - památky vystupující z mlžných oparů, východy slunce nad krajinou i historickými městy, hrozící mračna nad tajemným hradem, krása koní, symetrie poutních míst i zlatavé západy slunce ukryté třeba v gotickém chrliči kostela. 

### Jindra Hojer a jeho knihy

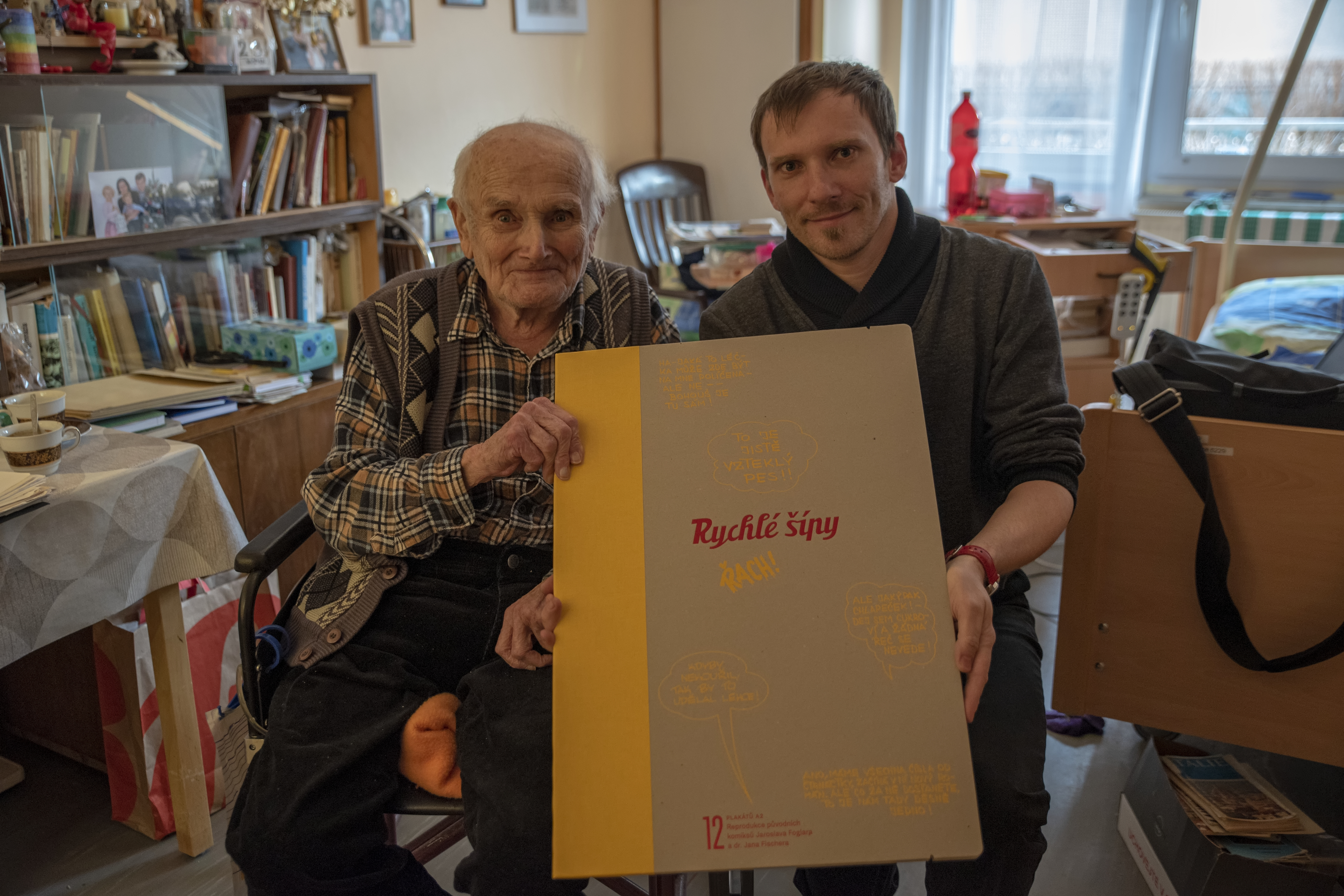
Jindřich (Jindra) Hojer a Lukáš Zeman v roce 2018

Na jaře 2019 vydalo nakladatelství knihu Záhadné hlavolamy pro chytré hlavičky autora Jindry Hojera, který je známý z komiksu Rychlé šípy, který vytvořil Jestřáb Jaroslav Foglar. Jméno Jindry Hojera si pro postavičku vypůjčil se svolením Jindry a jeho rodičů. Knížku napsal Jindra Hojer ve svých 94 letech a je plná logických a matematických úloh. Má za cíl zábavnou formou naučit čtenáře logicky myslet. Čtenářem mohou být děti i dospělí. Jak uvádí maďarsko-americký matematik George Pólya, i řešení matematických a logických problémů je umění praktické, kterému se učíme stejně tak jako například plavat, lyžovat a nebo chodit – tím, že danou činnost vykonáváme a zkoušíme. Námitka, že na výuku logického myšlení je dostatek času až v pozdějším věku, neobstojí. Stejně bychom mohli scestně tvrdit, že na učení se chodit, plavat atd. je dost času v pozdějším věku. Ale s jejich učením se začíná prakticky po narození. Začněme tedy s učením se logickému uvažování včas! Mezi logikou a matematikou platí, že jedna bez druhé nemůže být. Každá kapitola obsahuje popis a návod, jak hlavolam řešit, dále cvičný příklad s řešením a řadu cvičných příkladů. Nedílnou součástí je i česko-matematický slovník. Knížkou provází Jindra Hojer v kreslené podobě od ilustrátorky MgA. Hany Krauseové a radí, jak které úlohy efektivně řešit. Závěr knihy je věnován samotnému Jindrovi Hojerovi, který v několika etapách představí významné okamžiky svého života – jak ty veselé, tak i méně veselé až smutné. V září 2019 vyjde druhá kniha Jindry Hojera, pod názvem Střípky ze života Jindry Hojera, kterou si autor nadělil ke svým 95. narozeninám a je ryze o jeho životě. Povídky a příběhy ze svého života předává svým čtenářům s osobitou nadsázkou, lehkostí a vtipem, který provází všechny jeho příběhy, a to i ty smutné. Prostě tak, jak to umí jen pravý, celoživotní optimista! Příběhy ze života i z cest po Řecku a Itálii z doby před sametovou revolucí i těsně po ní provázejí fotografie, barvitě doplňující čtenářovu fantazii. V knize navíc ožívá i smyšlená postava pana Šmodrchy, se kterým prožijete neobyčejná dobrodružství obyčejného života. Veselé (občas lechtivé) příběhy, plné ironických zvratů, připravoval autor několik desítek let.

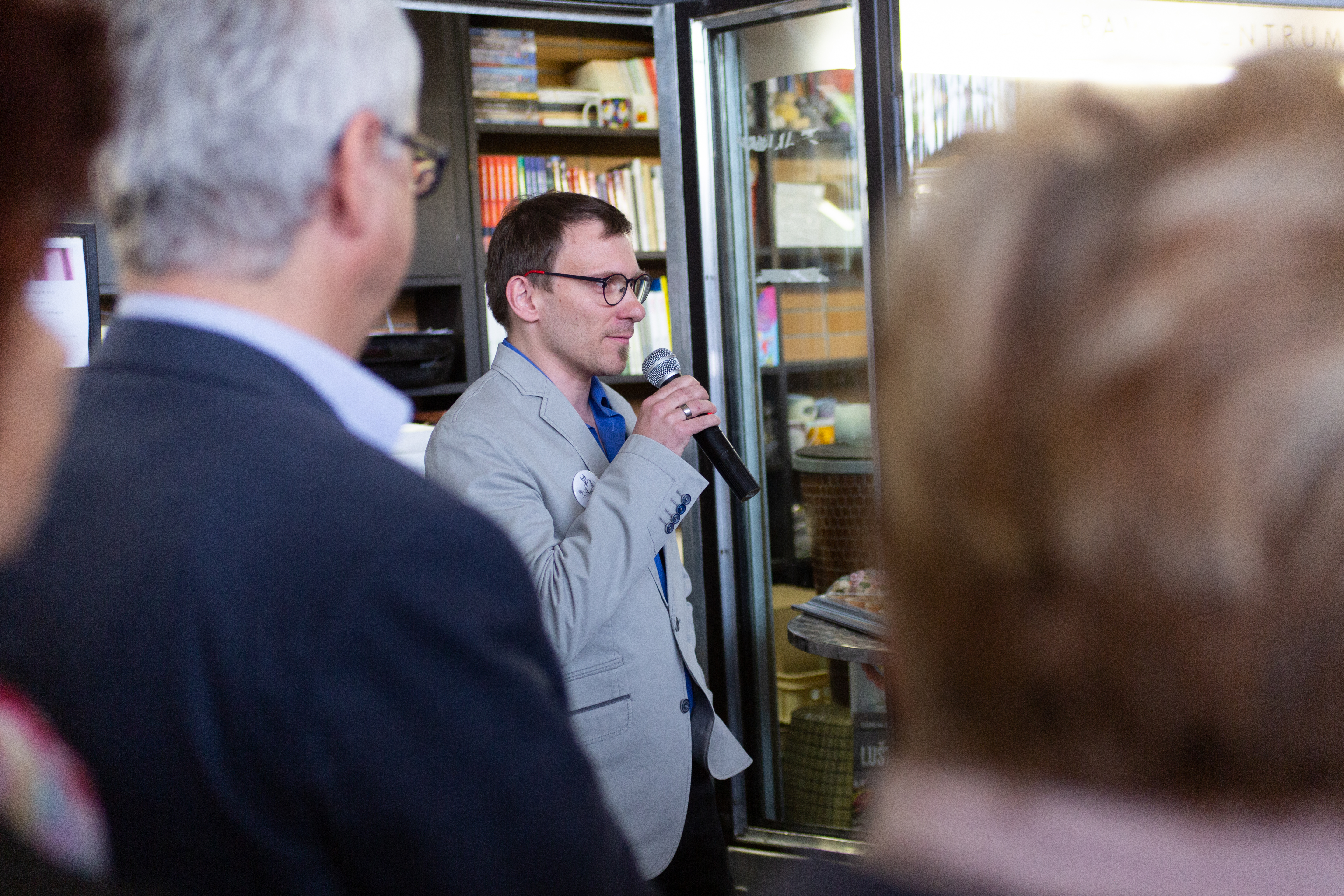
Lukáš Zeman při křtu knihy Jindry Hojera Záhadné hlavolamy pro chytré hlavičky

### Alex Skovron
Na jaře 2019 vydalo nakladatelství knihu Muž, který ulehl do své postele australského autora polského původu Alexe Skovrona v překladu profesora Josefa Tomáše a PhDr. Hany Tomkové. Čtrnáct povídek představuje výběr protagonistů, prekérních situací, bizarních hlasů a způsobů vyprávění – hravých, seriózních, spekulativních, ironických, intimních, hořko sladkých, neskutečných. Jedná se o druhou knihu beletrie Alexe Skovrona po jeho novele The Poet (2005) – český překlad Básník vyšel v roce 2014 v nakladatelství U Veverky.

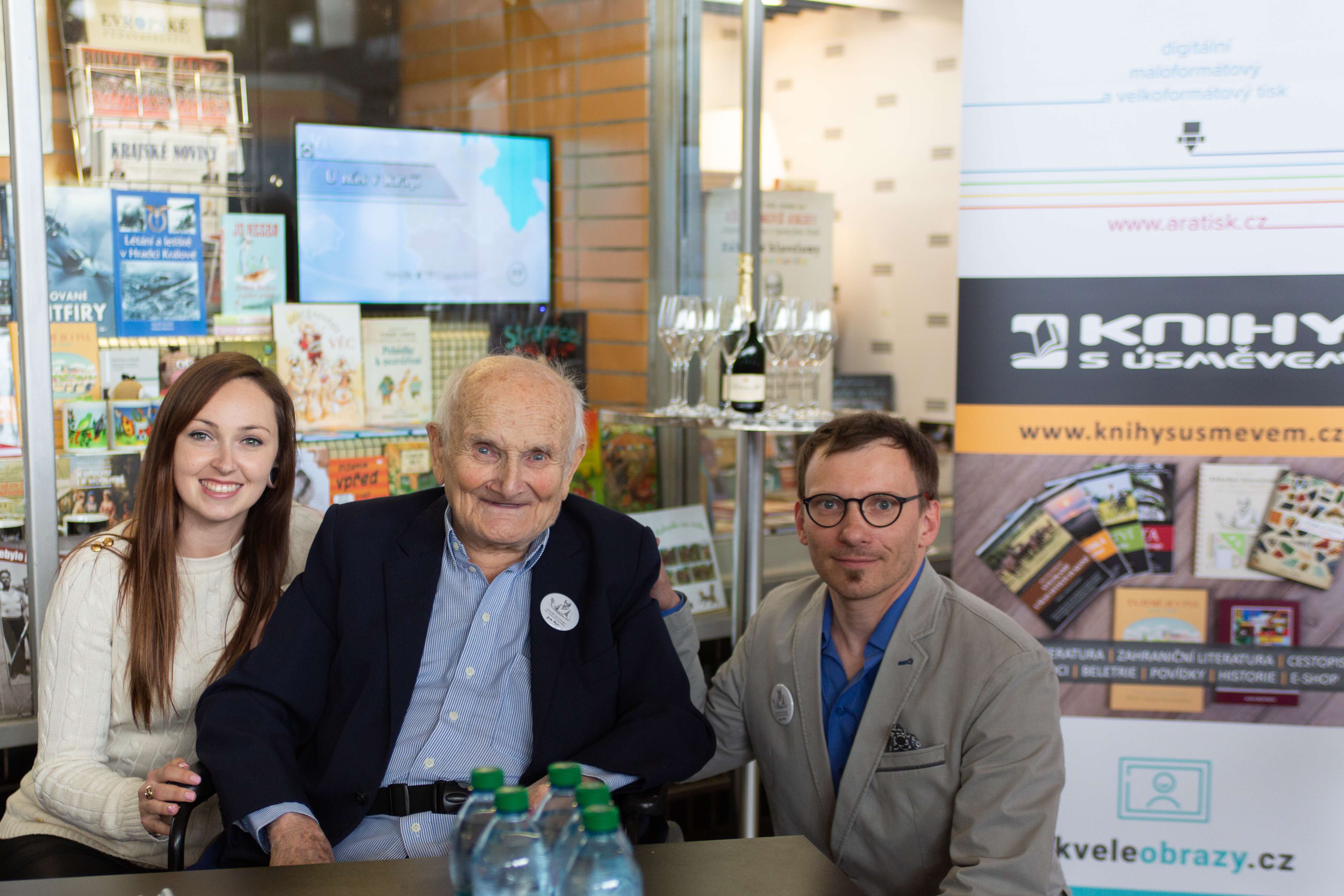
Lukáš Zeman s Karolínou Horákovou a Jindrou Hojerem na křtu knihy Záhadné hlavolamy pro chytré hlavičky.

### Jiří Orten
Alex Skovron a prof. Josef Tomáš stojí za překladem básnické sbírky Jiřího Ortena – Elegie do angličtiny. Nakladatelství se rozhodlo tuto sbírku v dvojjazyčné podobě vydat ku příležitosti stého výročí autorova narození 30. srpna 1919.

### Profesor Josef Tomáš
Profesor Josef Tomáš (* 1933) je český básník žijící v Melbourne v Austrálii, kam emigroval s manželkou a dvěma malými dětmi po sovětské okupaci v roce 1968 přes Německo. Od roku 1976 přednášel na Royal Melbourne Institute of Technology až do důchodu do roku 1993. V Austrálii založil společnost Advea Engineering, která se dodnes zabývá inženýrskými pracemi pro automobilové firmy. V roce 1980 začal psát poezii - impulzem bylo psaní dopisů své matce, které byly cenzurovány Státní tajnou bezpečností. Proto dopisy začal psát ve formě básní a do roku 1985 jich napsal přes 400. První básně publikoval ve sbírce Vzpomínky na Domov. Do roku 2005 dokončil čtrnáct sbírek. V roce 2019 připravil společně s polským emigrantem v Austrálii Alexem Skovronem česko-anglickou verzi básnické sbírky Jiřího Ortena - Elegie. V dalších letech připravili sérii česko-anglických verzí sbírek Sen, Noc s Hamletem a První testament od Vladimíra Holana. V létě 2020 vyšla v nakladatelství Knihy s úsměvem reedice Tomášovi básnické sbírky Návrat Anežky Přemyslovny, kterou psal Josef Tomáš v Melbourne v letech 1996 až 1999 pod dojmem jedné ze svých návštěv Prahy, když více než dvacet let nebyl ve své vlasti vítán. Při pohledu na město si uvědomil jeho stále živou historickou kontinuitu se všemi hrůzami i krásami. Svou roli zde možná sehrálo i svatořečení Anežky Přemyslovny, k němuž došlo nedlouho předtím (12. 11. 1989). Ve dvojí dějové linii Návratu Anežky Přemyslovny – pokud lze u této básnické alegorii mluvit o ději – spolu procházejí Prahou muž a žena, která přijela z ciziny na mužovo pozvání. Muž i žena jsou lidmi současné doby, ale jako by byli zároveň českým králem Václavem I. a jeho sestrou Anežkou, kteří se zde po staletí setkávají. Jak známo, vztah mezi Anežkou a Václavem I. byl velmi vřelý a Anežka byla svému bratrovi často rádkyní. Muž a žena navštěvují v Praze místa, která jsou nějak spojena s Anežkou, a žena se stále snaží najít důkazy pro to, že v dávné minulosti skutečně Anežkou byla. Hledá i odpověď na otázku, proč se vrátila. Bylo to opravdu proto, že se musela vrátit k tomu, co nade vše milovala? Volný verš vás provede poetickými místy stověžaté Prahy. Tato básnická sbírka vyšla kromě češtiny v dalších šesti jazycích - v angličtině, němčině, španělštině, francouzštině, italštině a ruštině.

### Emma Scharkez
Emma Scharkez je pseudonym české autorky, která ve své knize Život s vůní lubrikantu popisuje nejen pracovní zážitky v obchodě s erotickými pomůckami. Manažerka Klára slíbí svému manželovi, že si najde klidnější a normálnější práci, ale netuší, co si pro ni osud připravil. Coby oblastní ředitelka sítě sexshopů se seznamuje se svými zaměstnanci a s více či méně obvyklým zbožím, běžnými i VIP zákazníky a chodem provozoven. Rychle pochopí, že tohle normálnější a klidnější práce rozhodně nebude. I když ji některé situace, jako plný kufr vibrátorů při policejní kontrole, vyvedou z míry, vše se snaží zvládnout s profesionálním nadhledem. Prostřednictvím vyprávění Kláry nahlédnete do sexshopů, před kterými jste možná vždy jen nesměle přešlapovali a potutelně nakukovali do výlohy. Co je ale uvnitř? Jaké erotické pomůcky tam můžete pořídit a kdo tam vlastně pracuje? Nestyďte se a račte vstoupit.

### Jiří pacholek Švihálek
Deník jednonožce (neplést s jednorožcem) napsal Jiří Švihálek (a.k.a. pacholek), který při nehodě na motorce přišel o nohu. Se svými texty, které na blogu četly postupně tisíce lidí, zvítězil v anketě Blog roku Magnesia Litera a umístil se na třetím místě v anketě Křišťálová lupa. V knize najdete navíc také rozhovory s rodinou, kamarády, zasahujícím doktorem nebo hasiči. Stránky jsou plné barev, fotografií a QR kódů.

### Další vydané publikace

#### Jasmina Petlach
- Zrada - Strážci snů: Izabela pracuje jako asistentka módní návrhářky a poté, co se spolu se svojí kamarádkou vydají do nočního klubu, je vtažena do tajemného světa Strážců snů. Nejprve sama neví, co je sen a co skutečnost. Ale postupně objevuje tajemný svět Strážců, kteří žijí mezi námi a pomáhají bojovat proti zlým snům, jež ovládají lidstvo již od dob řeckých bohů.
- Když se stíny natahují: Poetická próza zaměřená na sny, jejich sílu a vliv na lidský život. Kniha reflektuje autorčiny vlastní zkušenosti a sny jako únik z reality. Spojením Aurory, která před realitou utíká do světa, který si vytvořila, a Evy, pevně stojící oběma nohama na zemi, jsme přímo vtaženi do konfliktu mezi respektem vůči jiným názorům, rasismem a nacionalismem. Kniha vznikla ze zážitků z války v Bosně a Hercegovině.

#### Markéta "Eleweth" Olšovská
- Slanej byznys I.: První část série věnující se temnému světu byznysu. Kniha sleduje spletité vztahy a machinace v prostředí obchodu, kde není nouze o intriky a napětí.

#### Martina Novotná
- Ďábel z Frejštejna: Historická detektivka zasazená do jižní Moravy na konci 13. století. Sleduje příběh dvou hrdinů, kteří se snaží odhalit záhadné události na hradě Frejštejn.
- Vražda nepočestné panny: Další díl historických kriminálek, tentokrát zaměřený na tajemné vraždy a skrytá tajemství ve středověké vesnici.
- Prokletí jménem Rozálie: Historický příběh plný tajemství, rodinných kleteb a záhad. Hlavní postava se musí vypořádat s rodinným dědictvím a odhalit pravdu o minulosti.
- Edice Moravské případy Jakuba a Viléma I.: Sběr detektivních příběhů zasazených do historického prostředí Moravy, kde hlavní hrdinové řeší spletité případy a odhalují tajemství starých hradů.
- Démoni minulosti: Psychologický thriller, který se odehrává v historickém prostředí. Hrdinové čelí nejen svým nepřátelům, ale i vlastním démonům z minulosti.

#### Šárka Blažejová
- Dávná moc zlatého kapradí: Příběh inspirovaný pohádkovými motivy, ve kterém se hlavní hrdina vydává na cestu za nalezením magického kapradí, které má zázračnou moc. Děj je zasazen na hrad Loket, kde proběhl i křest knihy, kmotrou knihy je kastelánka hradu.

#### Petr Sedláček
- Laos 2x jinak: Cestopis, který porovnává Laos z pohledu dvou různých období a nabízí jedinečný vhled do této země z více perspektiv.

#### Jiří Hřebíček
- Mezi dvěma světy: Fotografická kniha světově oceňovaného fotografa doplněná krátkými básničkami.

#### Alex Skovron
- Muž, který ulehl do své postele: Filosofická próza zaměřená na introspekci a lidskou osamělost. Hrdina se pokouší porozumět svému místu ve světě a smyslu života.

#### Vlastimil Bastl, Zdenka Rozehnalová
- Děti v empíru - vítězný boj se smrtící epidemií: Historický příběh odehrávající se v dětské léčebně během epidemie tuberkulózy. Popisuje boj dětí i lékařů s touto nebezpečnou nemocí.

#### Pavel Horníček
- Existence marnosti: Psychologický román sledující život psychiatra, který se zabývá smyslem života a vlastní existencí. Téma marnosti je rozebráno na pozadí osudů jeho pacientů.

#### Filip G. Martinek
- Mám ruce admirála: Kniha přináší poetický popis vizí, milování, hledání, vrávorání nad propastí, ale i hravosti a tvrdé exprese. Básně jsou obrazy, které se někdy redukují na pouhou zkratku situace. Jdou od bohatých výrazů a scén až po skromné a prosté existenciální vyjádření člověka, který touží a s dávkou mladické rozervanosti se žene životem.

#### Johana Sázavská
- Čaj z kopřiv: Příběh ženy, která se vydává na cestu sebepoznání a snaží se najít svůj životní smysl. Kniha je plná životních úvah a osobních zkušeností.

#### Jiří Polák, Miloš Schmiedberger
- Café Bajer - příběhy z kavárny snů: Příběhy odehrávající se v retro kavárně Café Bajer, která nabízí nostalgický pohled na staré dobré časy, kdy kavárny byly centrem společenského dění.

#### Martin Tomáš
- Příběhy rysa Blondýna: Kniha není obyčejná beletrie nebo fotokniha. Je to pocta rysovi, na kterého se přišlo podívat přes 10 tisíc dětí a dospělých, a my tak měli šanci jim vysvětlit roli šelem v přírodě a ukázat jejich krásu i chování, aby se jich lidé nebáli a dokázali snadné soužití. Blondýn to měl na začátku těžké, ani jsme neměli jistotu, že přežije. A teď má deset let a za pár dní bude mít velikou, nádhernou knihu. Veselou, rošťáckou i poučnou, s nádhernými a roztomilými fotografiemi. To je naše pocta nejslavnějšímu rysovi!

## Grafik a tiskař
Od ukončení studií na Univerzitě Pardubice se Lukáš Zeman věnuje grafickým návrhům ve svém vlastním studiu E-SMILE.cz. V roce 2017 založil i vlastní Tiskárnu ARA. Jméno tiskárny je inspirováno jeho láskou k přírodě a cestou do Kostariky, kam vyrazil fotografovat tamní přírodu včetně papoušků Ara arakanga. Motto tiskárny je Hrajeme barvami. Tiskárnu v roce 2024 prodal a dále se věnuje pouze grafickým a reklamním pracím pod hlavičkou firmy S úsměvem pro vás a projektům Dronfoto.cz a 3D modely památek.

## Učitel a školitel

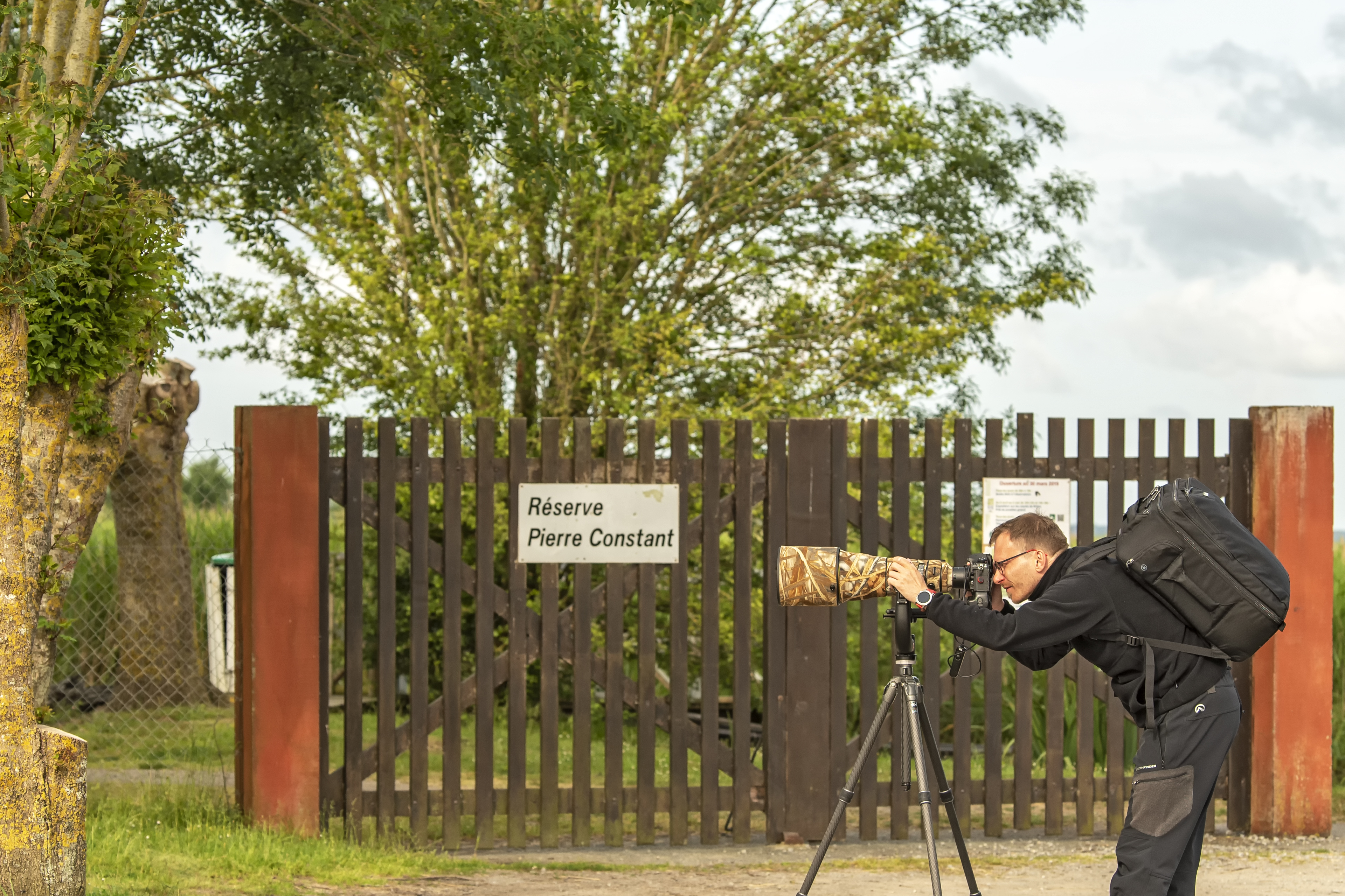
Fotograf Lukáš Zeman

Díky dlouholeté praxi v grafickém a tiskařském oboru začal v roce 2015 pořádat vlastní přednášky na téma Zásady správné grafiky, ve kterých se snaží laikům přiblížit zásady a zákonitosti vytváření grafických návrhů a přiblížit pojmy, které pomohou posluchačům v komunikaci s grafiky či tiskárnami. Tyto přednášky oslovily mnohá města, kraje a instituce, takže pravidelně přednáší po celé České republice. Postupně přednášky rozšířil o témata Canva, Fotografujeme mobilem, Videa (nejen) pro sociální sítě, Program Adobe Photoshop a další. Na základě zkušeností a doporučení byl roce 2015 osloven, zdali by doplnil tým učitelů na Střední škole cestovního ruchu a grafického designu v Pardubicích a od té doby patří k externím členům pedagogického sboru. Po pěti letech výuky grafického designu a navrhování vyučuje od roku 2020 na této škole fotografii se zaměřením na fotografování přírody a architektury.